# Elbridge Ayer Burbank
Pour les articles homonymes, voir Burbank.
Elbridge Ayer Burbank est un peintre américain né le 10 août 1858 à Harvard et mort le 21 avril 1949 à San Francisco. Il est l'auteur de nombreux portraits de Nord-Amérindiens, une grande partie d'entre eux aujourd'hui exposés dans la Hubbell Home, en Arizona.

## Galerie

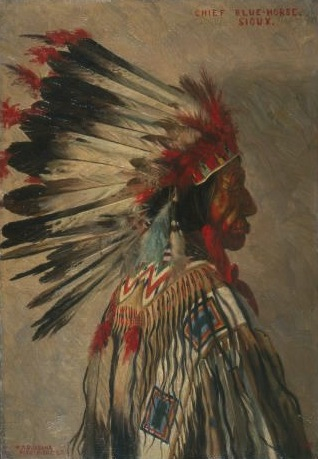
Blue Horse, 1898.The Sunflower, 1894
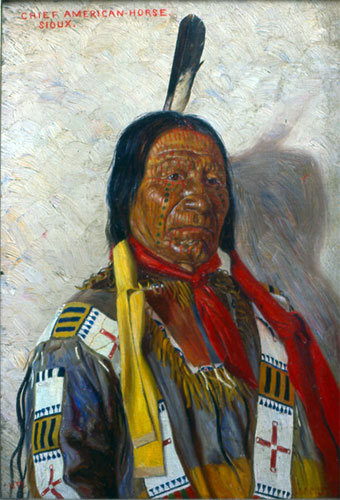
American Horse, Lakota, 1899.
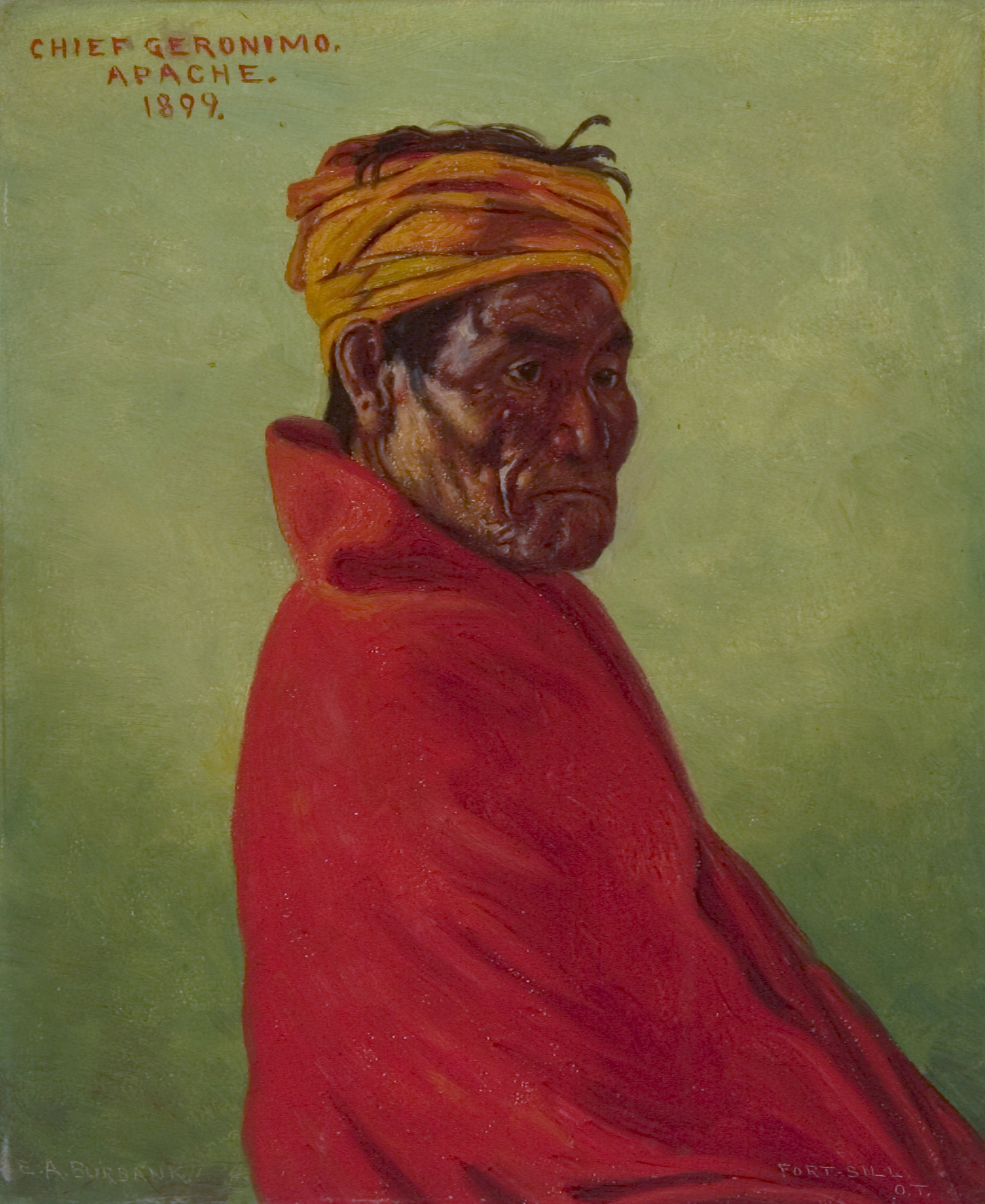
Geronimo, 1899.